# Bobby Tambling
Robert Victor Tambling (ur. 18 września 1941 w Sussex) – angielski piłkarz, który grał na pozycji napastnika.
Do Tamblinga należał rekord goli strzelonych dla Chelsea przez jednego piłkarza (202). Rekord ten został pobity 11 maja 2013 przez Franka Lamparda, który zdobył wtedy 203 bramkę.

## Kariera piłkarska

### Kariera klubowa
Tambling rozpoczynał swoją piłkarską karierę w Chelsea. Zadebiutował w tej drużynie w 1959 roku, kiedy to wystąpił w spotkaniu z West Ham United. Młody piłkarz wpisał się wówczas na listę strzelców i zapewnił swojemu zespołowi zwycięstwo 3:2. W sezonie 1961/62 The Blues spadli do Division Two, a Tambling został kapitanem drużyny. W kolejnych rozgrywkach strzelił 35 goli, a jego zespół po roku relegacji ponownie powrócił do First Division. W sezonie 1964/65 zawodnik wraz z kolegami z zespołu wygrał Puchar Ligi Angielskiej. W kolejnych latach Tambling coraz częściej siadał na ławce rezerwowych. Spowodowane było to kontuzjami oraz dobrą postawą innych graczy The Blues. Napastnik odszedł z Chelsea do Crystal Palace w 1970 roku. Przez jedenaście sezonów spędzonych na Stamford Bridge Tambling wystąpił w 370 meczach w których zdobył 202 gole.
Po odejściu do Crystal Palace, kariera Tamblinga nie była już jednak tak sukcesywna jak w Chelsea. Przez trzy lata gry dla Orłów zawodnik zdołał strzelić dwanaście bramek w 68 meczach ligowych. Następnie przeniósł się do Irlandii, gdzie grywał przez pewien czas w lokalnych klubach, lecz już bez większych sukcesów.

### Kariera reprezentacyjna
Tambling w reprezentacji Anglii zadebiutował w 1962 roku. Swojego pierwszego, a zarazem jedynego gola strzelił kilka miesięcy później w meczu z Francją. Ostatni występ w barwach narodowych zaliczył w 1966 roku.

## Kariera trenerska
Tambling w 1974 roku został grającym trenerem Cork Celtic. Drużynę opuścił trzy lata później, a w 1984 roku na kilka miesięcy został szkoleniowcem Cork City.